# Oberthal, Saarland
Oberthal är en kommun och ort i Landkreis St. Wendel i förbundslandet Saarland i Tyskland.
De tidigare kommunerna Gronig, Güdesweiler och Steinberg-Deckenhardt uppgick i Oberthal 1 januari 1974.